# Geschein

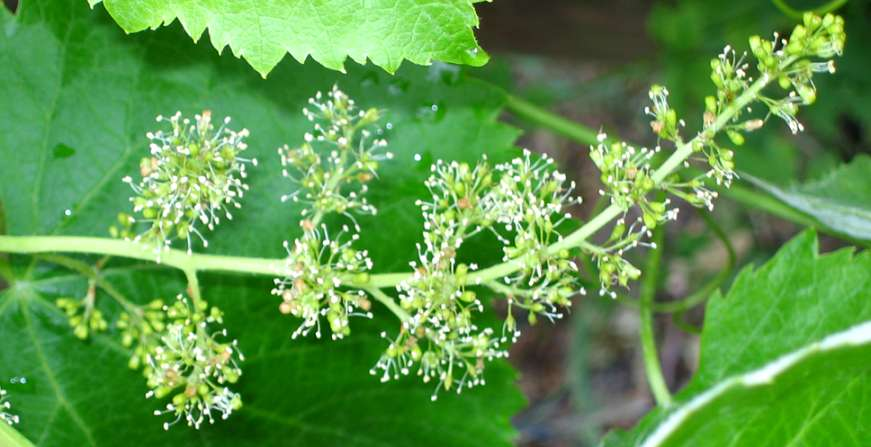
Geschein einer Weinrebe mit Blüten und Knospen während der Rebblüte

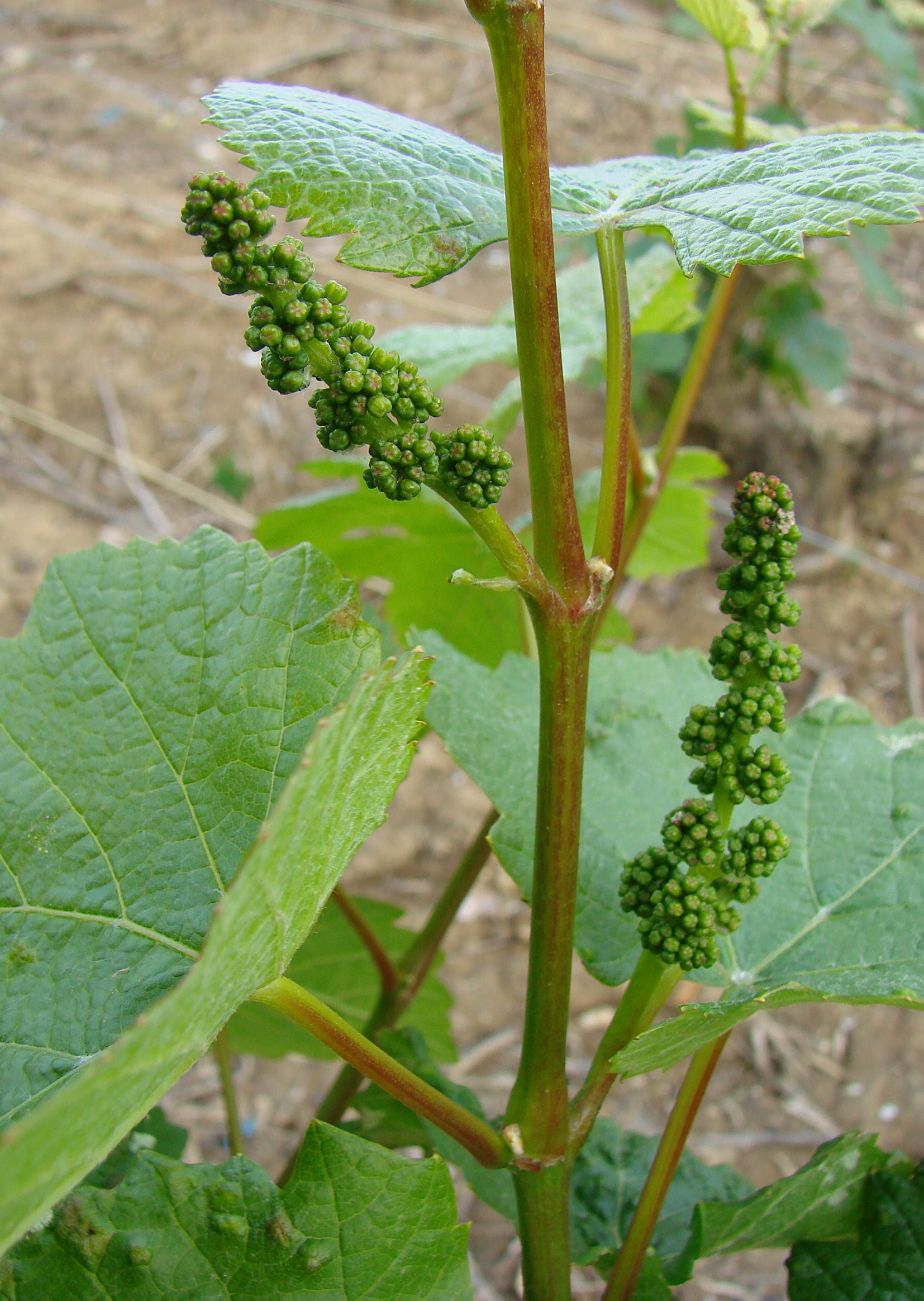
Anordnung der Gescheine auf einem einjährigen Trieb

Als Geschein wird im Weinbau der längliche, rispenartige Blütenstand (Infloreszenz) der Weinrebe (Vitis vinifera) bezeichnet. 
Das Geschein wird im späten Frühjahr ausgebildet, wenn die Triebspitze 17 bis 20 Internodien hat. Jedes Geschein hat eine Vielzahl von Knospen, aus denen während der Rebblüte einzelne Blüten entstehen. Je nach dem Grad der Verrieselung (Befruchtungsstörung) werden aus den befruchteten Blüten eines Gescheines Weinbeeren gebildet, die zusammen eine Traube (botanisch Rispe) ergeben.
Die Bezeichnung Geschein kommt daher, dass die Knospen der Gescheine ähnlich aussehen wie die sich später entwickelnden Trauben: sie scheinen bereits Weintrauben zu sein.